# Sérénade (pel·lícula)
Sérénade ("Serenata") és una pel·lícula francesa de 1940 dirigida per Jean Boyer. Els protagonistes són Lilian Harvey, Louis Jouvet i Bernard Lancret. Retrata un idil·li fictici entre el compositor austríac Franz Schubert i una ballarina anglesa. La pel·lícula fou la primera de dues pel·lícules que l'actriu anglo-alemanya Lillian Harvey va fer a França, després de deixar l'Alemanya nazi.

## Repartiment
- Lilian Harvey com a Margaret Brenton
- Louis Jouvet com a Baró Hartmann
- Bernard Lancret com a Franz Schubert
- Félix Oudart com a Schwindt, el director
- Roger Bourdin com a Vogl
- Marcel Lupovici com a amic de Schubert
- Auguste Bovério com a Beethoven
- Marcel Vallée com a Hostlinger, l'editor
- Alexandre Rignault com el policia
- Pierre Magnier com a Príncep Klemens von Metternich
- René Stern com un home elegant
- Madeleine Suffel com a Anny
- Claire Gérard com al propietari
- Marthe Mellot com una venedora
- Georges Bever com a l'empleat
- Jacques Butin com al secretari
- Edmond Castel com a l'hostaler
- Philippe Richard mentre al pare prior
- Robert Arnoux com a Chavert
- Henri Richard com a diplomàtic